# 12928 Nicolapozio
12928 Nicolapozio eller 1999 SV9 är en asteroid i huvudbältet som upptäcktes den 30 september 1999 av de båda italienska astronomerna Andrea Boattini och Giuseppe Forti vid Pistoia Mountain-observatoriet. Den är uppkallad efter Nicola Pozio.
Asteroiden har en diameter på ungefär 5 kilometer.